# 파트리크 뮐러
파트리크 뮐러(독일어: Patrick Müller, 1976년 12월 17일 ~ )는 스위스의 전 축구 선수로, 포지션은 센터백이었다.
1984년부터 1994년까지 FC 메이랭 유소년 클럽 소속으로 뛰었으며 1995년 세르베트로 이적하면서 데뷔했다. 그라스호퍼 클럽 취리히 (1998년 ~ 2000년)와 올랭피크 리옹 (2000년 ~ 2004년, 2006년 ~ 2008년), 마요르카 (2004년), FC 바젤 (2005년 ~ 2006년), AS 모나코 (2008년 ~ 2010년) 소속으로 뛰었으며 UEFA 유로 2004, 2006년 FIFA 월드컵, UEFA 유로 2008에서 스위스 대표로 출전했다.